# Richard Wahlstrom
Richard Wayne Wahlstrom (ur. 8 listopada 1931 w Seattle, zm. 18 grudnia 2003 w Edmonds) – amerykański wioślarz, brązowy medalista olimpijski.
Wystąpił na igrzyskach olimpijskich w Helsinkach w 1952 roku, gdzie osada USA w składzie: Carl Lovsted, Al Ulbrickson, Richard Wahlstrom, Matt Leanderson i Al Rossi (sternik) zdobyła brązowy medal w czwórkach ze sternikiem. W finale o 3,6 sekundy przegrali z osadą Czechosłowacji, a o 0,5 sekundy lepsi byli Szwajcarzy. Był to jego jedyny start olimpijski.
Kształcił się na University of Washington. Poza wioślarstwem uprawiał też alpinizm, między innymi kilkukrotnie zdobył Mount Rainier.